# Lienhard (Name)
Lienhard ist ein deutschsprachiger Name.

## Herkunft und Bedeutung
Lienhard ist eine oberdeutsche, genauer alemannische Form von Leonhard. Es handelt sich um eine romanisch-germanische Zwitterbildung aus lateinisch leo („Löwe“) und germanisch hard („kühn“). Er ist in seiner zusammengesetzten Form eine typisch germanische Personennamenbildung und bedeutet demnach so viel wie „kühner Löwe“.
Der Name ist heute meist als Familienname und gelegentlich als Vorname gebräuchlich und ging im Hochmittelalter auch in die deutsche Familiennamenwelt über. Die Familiennamen Lienle und Liendl sind Kurzformen und in der Schweiz auch Lieni (wobei das e ausgesprochen wird) von Lienhard, während es sich bei Lienharter um eine patronymische Form handelt. Frühe Belege für die Verwendung als Vornamen sind der 1414 in Mähren genannte Lienhart (Liendel) Hamer und der 1556 in Konstanz erwähnte Lienhart Lory.

## Varianten
- Familienname: Lienhart, Lienhardt, Linhart, Linhard, Linhardt

## Namenstag
Katholischer Namenspatron ist der im Jahr 559 gestorbene Heilige Leonhard von Limoges, der in Bayern zu den Vierzehn Nothelfern gezählt wird und dort auch als bayerischer Herrgott und Bauerngott bekannt ist. Sein Namenstag wird am 6. November gefeiert.

## Namensträger

### Familienname
- Alfred Lienhard (1925–1970), Schweizer Unternehmer
- Demian Lienhard (* 1987), Schweizer Schriftsteller und Archäologe
- Erwin Lienhard (1957–2019), Schweizer Radrennfahrer
- Fabian Lienhard (* 1993), Schweizer Radrennfahrer
- Fredy Lienhard (1927–2012), Schweizer Kabarettist
- Fredy Lienhard (Rennfahrer) (* 1947), Schweizer Autorennfahrer
- Friedrich Lienhard (1865–1929), deutsch-elsässischer Schriftsteller
- Heinrich Lienhard (1822–1903), Schweizer Farmer in Amerika
- Heinz Lienhard (1937–2020), Schweizer Elektroingenieur und Erfinder
- Hermann Lienhard (Politiker) (1851–1905), Schweizer Richter und Politiker (FDP)
- Hermann Lienhard (Schriftsteller) (1922–1999), österreichischer Lyriker
- Hubert Lienhard (* 1951), deutscher Manager
- Iris Lienhard (* 1976), österreichische Skibobfahrerin
- Lars Lienhard (* 1971), deutscher Leichtathlet, Trainer und Autor
- Marc Lienhard (* 1935), französischer lutherischer Theologe
- Marianne Lienhard (* 1968), Schweizer Politikerin
- Martin Lienhard (* 1946), Schweizer Romanist
- Mary Lienhard (1928–2016), Schweizer Malerin und Grafikerin
- Patrick Lienhard (* 1992), deutscher Fußballspieler
- Pepe Lienhard (* 1946), Schweizer Musiker
- Richard Lienhard (1919–2014), Schweizer Jurist, Journalist und Politiker
- Robert Lienhard (1919–1989), Schweizer Bildhauer und Metallplastiker
- Siegfried Lienhard (1924–2011), österreichischer Indologe
- Tim Lienhard (* 1960), deutscher Fernseh-Journalist, Reporter und Autor und Produzent
- Willi Lienhard (1954–2013), Schweizer Radrennfahrer
- William Lienhard (1930–2022), US-amerikanischer Basketballspieler

### Vorname
- Lienhard von Aachen († vor 1500), deutscher Steinmetz der Spätgotik
- Fritz Dinkhauser, eigentlich Friedrich Josef Lienhard Dinkhauser (* 1940), österreichischer Politiker
- Lienhard Hirschvogel (1504–1549), deutscher Kaufmann und Erbauer des Hirsvogelsaals, eines der Kunst- und  Baudenkmäler der Stadt Nürnberg
- Lienhard Schikora (1933–1986), Richter am Bundesgerichtshof
- Lienhard Wawrzyn (* 1951), deutscher Regisseur und Drehbuchautor